# Tập đoàn Taisei
Tập đoàn TAISEI (大成建設株式会社 Taisei Kensetsu Kabushiki-gaisha) (TYO: 1801 ) là một công ty Nhật Bản được thành lập vào năm 1873. Các lãnh vực hoạt động chính bao gồm: Xây dựng, kỹ thuật xây dựng dân dụng và phát triển đô thị. Trụ sở chính của công ty được đặt tại Tòa nhà Trung tâm Shinjuku, Nishi-Shinjuku, Shinjuku, Tokyo, Nhật Bản.
TAISEI có văn phòng trong nước ở 12 thành phố Nhật Bản, và các văn phòng nước ngoài tại Seoul (Hàn Quốc), Đài Bắc (Đài Loan), Cao Hùng (Đài Loan), Philippines, Myanmar, Kuala Lumpur (Malaysia), Jakarta (Indonesia), Ấn Độ, Thổ Nhĩ Kỳ, Abu Dhabi (UAE), Frankfurt (Đức), Hoa Kỳ, Việt Nam và Peru.

## Tổng quan
TAISEI là tập đoàn lâu đời nhất trong 5 nhà siêu tổng thầu (スーパーゼネコン suupaa zenekon) ở Nhật Bản, 4 công ty còn lại là tập đoàn Kajima, tập đoàn Shimizu, tập đoàn Takenaka và tập đoàn Obayashi. Tập đoàn TAISEI bắt nguồn từ zaibatsu (財閥) Okura. Tiếp nối việc các zaibatsu giải thể sau chiến tranh thế giới thứ 2, TAISEI được tái cơ cấu thành một công ty nhân viên sở hữu. TAISEI hiện là nhà siêu tổng thầu Nhật Bản duy nhất do nhân viên sở hữu, 4 tập đoàn còn lại thuộc quyền sở hữu và chi phối của các gia đình.
TAISEI đã xây dựng thành công nhiều dự án kiến trúc và dân dụng bao gồm nhiều nhà cao tầng, đập nước, cầu, đường hầm, tuyến xe điện ngầm cũng như là nhà ở cả trong nước Nhật lẫn ở các nước khác. Tại Nhật Bản, TAISEI nổi tiếng với Palcon (パルコン) thương hiệu nhà ở đại chúng chịu được thiên tai.
Các dự án quốc tế đáng lưu ý mà TAISEI có tham gia bao gồm các dự án mở rộng đường hầm ngầm biển quần đảo Cây Cọ tại Dubai, đường hầm ngầm biển Bosphorus tại Thổ Nhi Kỳ, sân bay quốc tế Doha mới tại Qatar (đang xây dựng), ga số 2 sân bay quốc tế Nội Bài tại Hà Nội (đang xây dựng), cầu Bhumibol tại Thái Lan, cầu Cần Thơ tại Cần Thơ và sân bay quốc tế Iloilo tại Philippines.

## Lịch sử
TAISEI được thành lập vào năm 1873 với tên gọi Công ty Okuragumi Shokai (大倉組商会 Ōkuragumi Shōkai). Trở thành Công ty TNHH Nippon Doboku (有限責任日本土木会社 Yūgen Sekinin Nippon Doboku Kaisha) vào năm 1887 và được đổi tên thành Công ty Cổ phần TAISEI vào năm 1946.
- Tháng 10 năm 1873 - Okura Kihachiro thành lập Okuragumi Shokai.

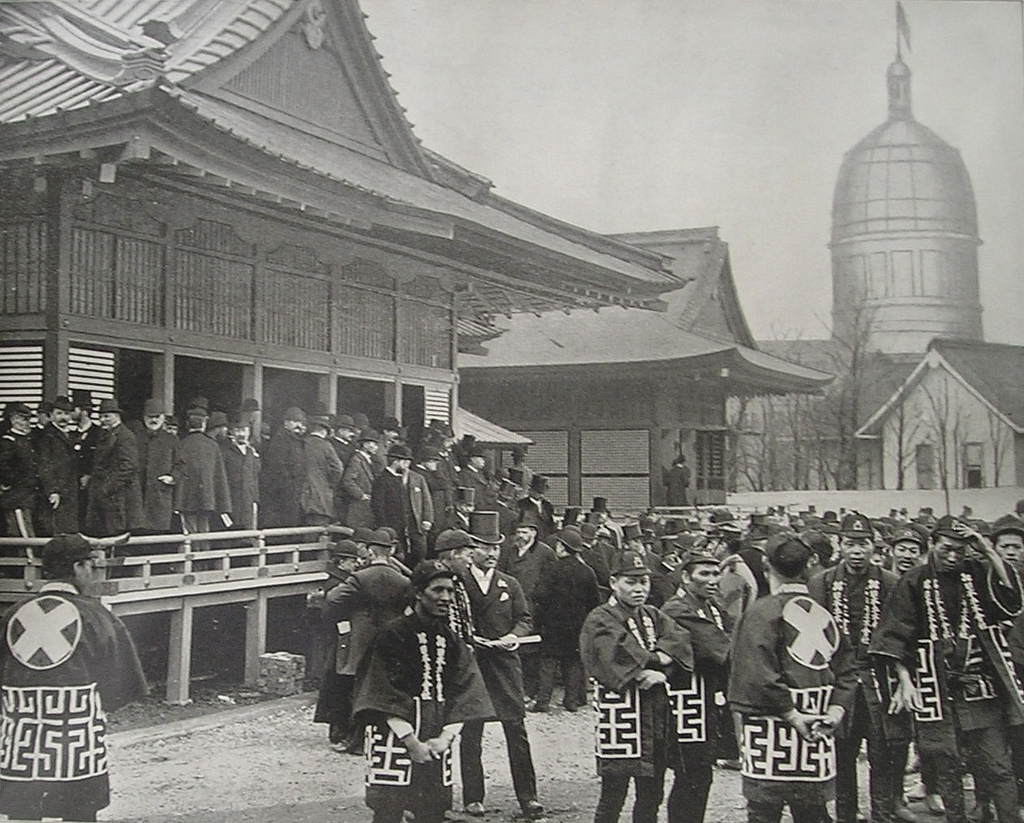
Nhân viên Công ty Nippon Doboku tại Ho-o-den tháng 05 năm 1983

- Tháng 03 năm 1887 - Công ty TNHH Nippon Doboku được thành lập.
- Tháng 11 năm 1892 - Giải thể Công ty TNHH Nippon Doboku và thành lập Okura Doboku Gumi (大倉土木組).
- Tháng 11 năm 1911 - Đổi tên thành Kabushiki Gaisha Okura Gumi (株式会社大倉組).
- Năm 1920 - Đổi tên thành Nippon Doboku Kabushiki Gaisha (日本土木株式会社).
- Năm 1924 - Đổi tên thành Okura Doboku Kabushiki Gaisha (大倉土木株式会社).
- Tháng 01 năm 1946 - Công ty được đổi tên thành Tập đoàn TAISEI

## Thành tích
Đây là một số thành tựu đáng chú ý của Taisei kể từ khi thành lập vào năm 1873.
- Năm 1882 - Đèn Ginza: Đèn điện đường phố đầu tiên ở Nhật Bản được lắp đặt trên phố mua sắm Ginza Dori ở Tokyo.
- Năm 1882 - Rokumeikan: một tòa nhà đẹp kiểu phương Tây được xây dựng.
- Năm 1890 - Kênh hồ Biwa và đường hầm: Một dự án hiện đại phát triển ở Kyoto sử dụng nước hồ Biwa trong một con kênh để phát điện.
- Năm 1923 - Khách sạn Imperial Hotel: Khách sạn theo phong cách phương Tây thực sử đầu tiên ở Nhật Bản, được thiết kế bởi Frank Lloyd Wright được xây dựng.
- Năm 1927 - Tàu điện ngầm Ginza Tokyo: Tàu điện ngầm đầu tiên của Nhật Bản nối Ueno với Asakusa được xây dựng.
- Năm 1955 - Công trình nhà ga tại Sân bay quốc tế Tokyo (Haneda) được xây dựng.
- Năm 1958 - Sân vận động quốc gia, sân vận động thể thao lớn đầu tiên ở Nhật Bản được xây dựng cho Đại hội Thể thao châu Á năm 1958. Sau khi sửa đổi vào năm 1963, nó được sử dụng làm sân vận động chính của Thế vận hội Mùa hè năm 1964.
- Năm 1964 - khách sạn New Otani, tòa nhà chọc trời đầu tiên của Nhật Bản được xây dựng đúng thời gian để phục vụ du khách đến Thế vận hội Mùa hè năm 1964.
- Năm 1965 - Hệ thống rada núi Phú Sĩ, một trong những đài quan sát khí tượng của chính phủ Nhật Bản. Nó được xây dựng dưới điều kiện tời tiết khắc nghiệt ở nơi cao nhất Nhật Bản.
- Năm 1968 - Hoàn thành Tân Hoàng cung.
- Năm 1988 - Đường hầm Seikan là đường hầm đường sắt dài nhất Nhật Bản nối Hakodate với Aomori bằng đường bộ. Phải mất hơn 20 năm để hoàn thành.
- Năm 1989 - Hoàn thành Cầu vịnh Yokohama.
- Năm 1991 - Tòa nhà Chính phủ Tokyo số 1, một tòa nhà mang tính biểu tượng cao trên trung tâm thành phố Tokyo mới.
- Năm 1994 - Đường ống dẫn nước sông Kannongawa (Khách hàng ban đầu: Thành phố Kawasaki, Khách hàng: Cơ quan hoạt động nước thải Nhật Bản), trong đó quy trình sản xuất khiên hình cầu (phương pháp công nghiệp sừng) đã được áp dụng lần đầu tiên trên thế giới.
- Năm 2001 - Sapporo Dome là một mái vòm lớn được xây dựng cho World Cup 2002. Với sân trượt lượn lơ lửng, mái vòm có thể tổ chức các trận bóng chày và bóng đá trong nhà.
- Năm 2009 - Khách sạn Djibouti Kempinski, một khách sạn 5 sao cao cấp được thiết kế và xây dựng chỉ trong vòng 9 tháng.
- Năm 2010 - Đường băng D tại Sân bay quốc tế Tokyo (Haneda) đã thông qua cấu trúc lai đầu tiên trên thế giới kết hợp phần đất được khai hoang với phần cầu cảng.
- Năm 2012 - Tháp JP, là một tòa nhà bị cô lập địa chấn bảo tồn một phần của Bưu điện trung tâm Tokyo cũ đối diện với ga Tokyo.
- Năm 2013 - Mở cửa đường hầm dưới đáy biển Bosphorus, Istanbul, Thổ Nhĩ Kỳ. Đường hầm dưới đáy biển được xây dựng bằng phương pháp đường hầm đắm mình để tạo thành đường hầm chìm sâu nhất thế giới, trong một trong những dòng hải lưu nhanh nhất trên thế giới.
- Năm 2014 - Hoàn thành xây dựng nhà ga sân bay quốc tế Nội Bài, Hà Nội, Việt Nam.
- Năm 2016 - Tòa tháp Sumitomo Fudosan Roppongi Grand, hoàn thành một tòa nhà cao tầng cao khoảng 230 mét. Chứa ba chức năng của không gian văn phòng thương mại, không gian dân cư và không gian bán lẻ, trong một diện tích rộng khoảng 27.000 mét vuông và tiếp giáp với ga Roppongi-itchome trên Tuyến Tokyo Metro Namboku.

## Hình ảnh

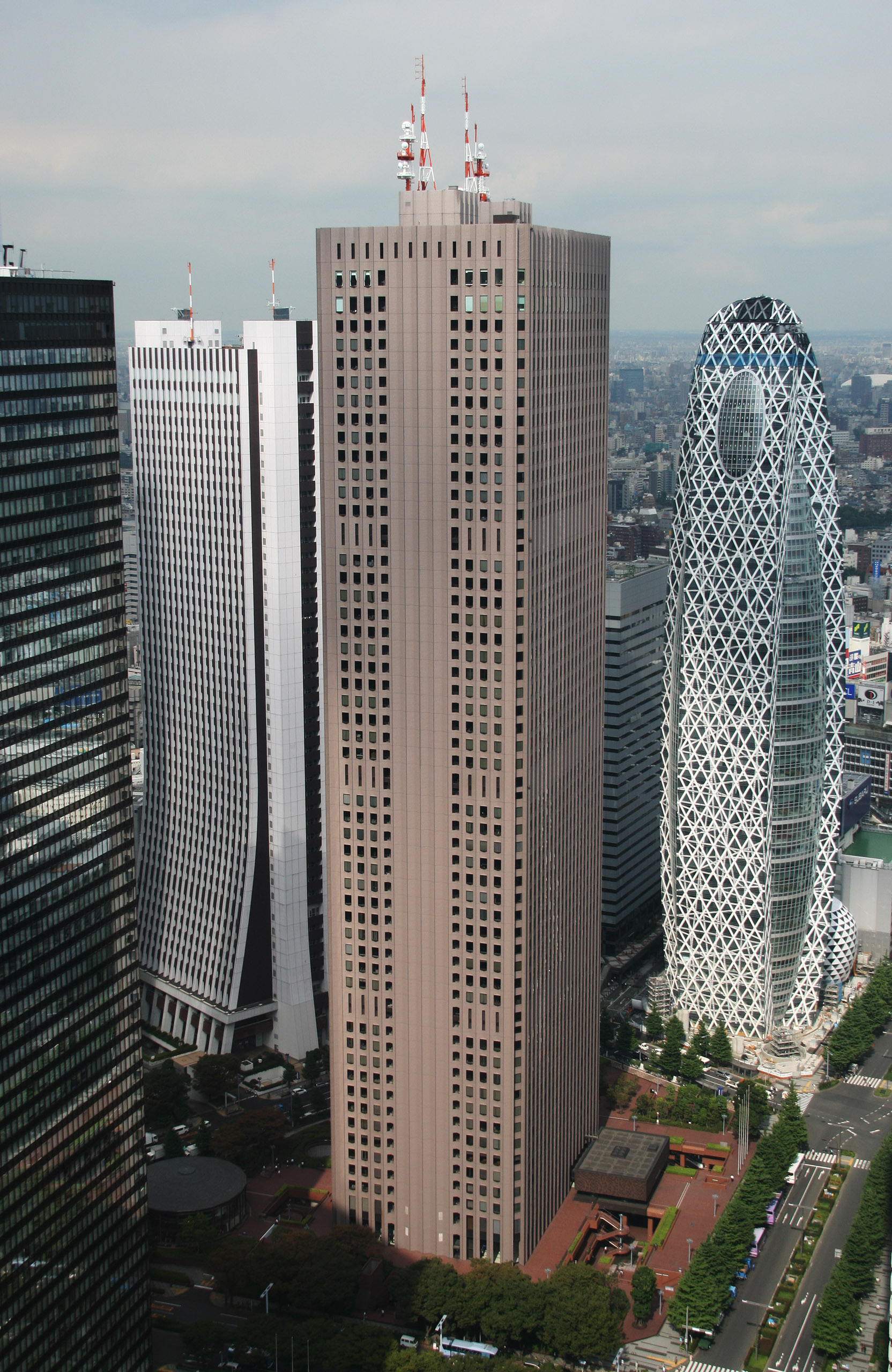
Tòa nhà trung tâm Shinjuku, trụ sở chính của Tập đoàn TAISEI tại Tokyo.
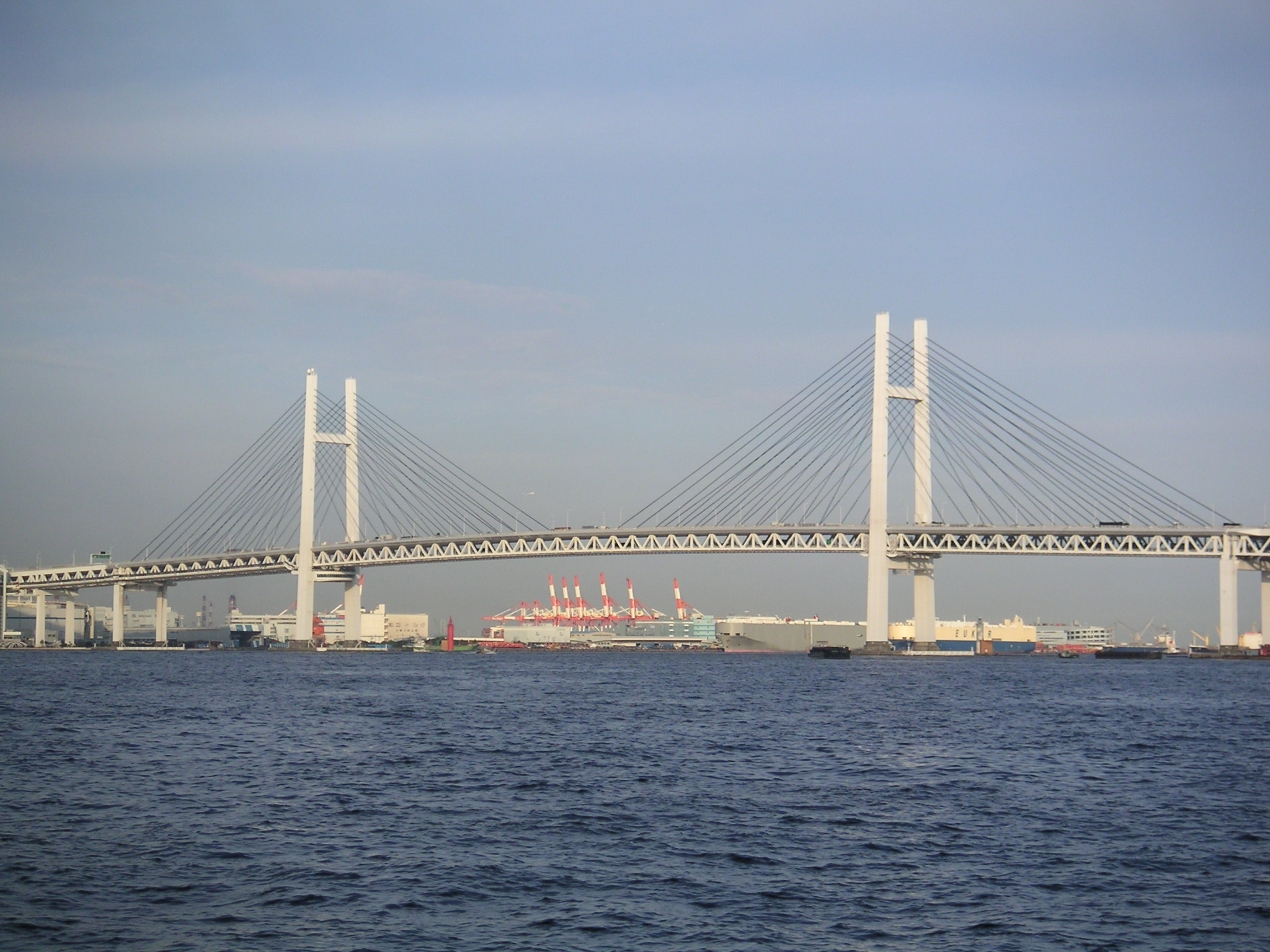
Cầu vịnh Yokohama.
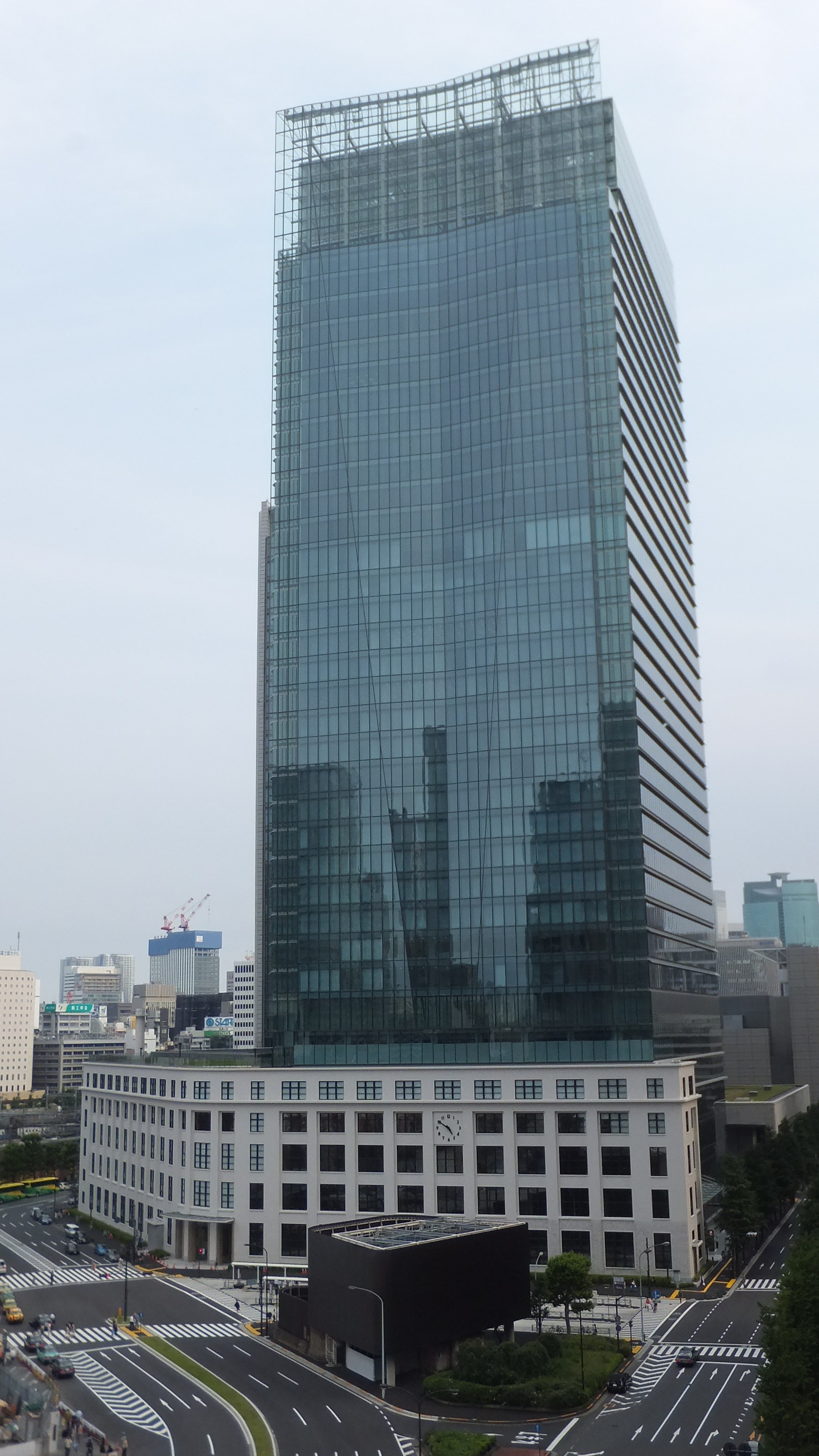
Tháo JP tại Tokyo, Nhật Bản